# Псари (Гуровський повіт)
Псари (пол. Psary) — село в Польщі, у гміні Ємельно Гуровського повіту Нижньосілезького воєводства.
Населення — 359 осіб (2011).
У 1975-1998 роках село належало до Лешненського воєводства.

## Демографія
Демографічна структура станом на 31 березня 2011 року:
|          | Загалом | Допрацездатний вік | Працездатний вік | Постпрацездатний вік |
| -------- | ------- | ------------------ | ---------------- | -------------------- |
| Чоловіки | 173     | 28                 | 132              | 13                   |
| Жінки    | 186     | 37                 | 105              | 44                   |
| Разом    | 359     | 65                 | 237              | 57                   |